# ناحیه موراهالوم
ناحیهٔ موراهالوم (به مجاری: Mórahalomi járás) یک ناحیه در مجارستان است که در چونگراد-چاناد واقع شده‌است. ناحیهٔ موراهالوم ۵۶۱٫۷۱ کیلومتر مربع مساحت و ۲۸٬۹۸۶ نفر جمعیت دارد.